# No Pressure
No Pressure é o álbum solo de estreia do artista de hip hop americano Erick Sermon, lançado em 1993 pela Def Jam Recordings.
O álbum atingiu a décima sexta posição na parada americana Billboard 200.

## Lançamento e recepção
| Críticas profissionais | Críticas profissionais |
| Avaliações da crítica  | Avaliações da crítica  |
| Fonte                  | Avaliação              |
| ---------------------- | ---------------------- |
| Allmusic               | [ 1 ]                  |
| Entertainment Weekly   | A−                     |
| RapReviews             | (7.5/10)               |

O álbum chegou ao número 16 na Billboard 200 americana e ao topo da parada R&B Albums.
Ron Wynn do Allmusic notou que a estética do álbum é a mesma de quando Erick Sermon ainda estava com o EPMD; "linhas de baixo gordas e esmagadoras, samples nitidamentes inseridos tirados na maioria de Zapp, edições vocais firmes, e os raps sem expressão de Erick Sermon." Wynn terminou sua avaliação dizendo que "No Pressure" é tanto quanto, se não mais, o último lançamento de EPMD quanto a estreia de Erick Sermon."

## Lista de faixas
| #  | Título               | Compositores                                                        | Produtor(es)                             | Intérprete (s)                     |
| -- | -------------------- | ------------------------------------------------------------------- | ---------------------------------------- | ---------------------------------- |
| 1  | "Intro"              |                                                                     |                                          | *Interlude*                        |
| 2  | "Payback II"         | E. Sermon                                                           | Erick Sermon                             | Erick Sermon, Joe Sinistr          |
| 3  | "Stay Real"          | E. Sermon, R. Troutman, L. Troutman                                 | Erick Sermon                             | Erick Sermon                       |
| 4  | "Imma Gitz Mine"     | E. Sermon                                                           | Erick Sermon                             | Erick Sermon                       |
| 5  | "Hostile"            | E. Sermon                                                           | Erick Sermon                             | Erick Sermon, Keith Murray         |
| 6  | "Do It Up"           | E. Sermon                                                           | Erick Sermon                             | Erick Sermon                       |
| 7  | "Safe Sex"           | E. Sermon, J. Starks, L. Troutman, R. Troutman, F. Wesley, J. Brown | Erick Sermon                             | Erick Sermon                       |
| 8  | "Hittin' Switches"   | E. Sermon                                                           | Erick Sermon                             | Erick Sermon                       |
| 9  | "Intro"              |                                                                     |                                          | *Interlude*                        |
| 10 | "Erick Sermon"       | E. Sermon, M. Hall, D. Myers, M. Williams                           | Erick Sermon                             | Erick Sermon                       |
| 11 | "The Hype"           | E. Sermon, T.M. Brockert, A. McGrier                                | Erick Sermon                             | Erick Sermon                       |
| 12 | "Lil Crazy"          | E. Sermon                                                           | Erick Sermon                             | Erick Sermon, Shadz Of Lingo       |
| 13 | "The Ill Shit"       | E. Sermon, R. Troutman                                              | Erick Sermon                             | Erick Sermon, Ice Cube, Kam        |
| 14 | "Swing It Over Here" | E. Sermon                                                           | Erick Sermon                             | Erick Sermon, Keith Murray, Redman |
| 15 | "Interview"          | E. Sermon                                                           | Erick Sermon                             | Erick Sermon                       |
| 16 | "All in the Mind"    | E. Sermon                                                           | Erick Sermon, Colin Wolfe (co-producer)  | Erick Sermon, Soup                 |
| 17 | "Unknown"            | E. Sermon                                                           | Brent Tucker, Erick Sermon (co-producer) | Erick Sermon                       |

## Histórico nas paradas

### Álbum
| Parada musical (1993) | Melhor posição |
| --------------------- | -------------- |
| U.S. Billboard 200    | 16             |
| U.S. R&B Albums       | 2              |

### Singles
| Ano  | Single             | Melhor posição         | Melhor posição                          | Melhor posição                        | Melhor posição       |
| Ano  | Single             | U.S. Billboard Hot 100 | U.S. Hot Dance Music/Maxi-Singles Sales | U.S. Hot R&B/Hip-Hop Singles & Tracks | U.S. Hot Rap Singles |
| ---- | ------------------ | ---------------------- | --------------------------------------- | ------------------------------------- | -------------------- |
| 1993 | "Hittin' Switches" | —                      | 20                                      | —                                     | 14                   |
| 1993 | "Stay Real"        | 92                     | 2                                       | 52                                    | 1                    |

"—" significa lançamentos que não pontuaram.

## Créditos
Informação tirada do Allmusic.
- arranjos – Jeffrey Stewart
- engenharia – Mike Calderon, David Greenberg, George Pappas, Gary Platt, Darin Prindle
- produção executiva – Erick Sermon
- masterização – Tony Dawsey
- mixagem – George Pappas
- fotografia – Danny Clinch
- produção – Erick Sermon, Colin Wolfe
- vocais – Derrick Culbreath, Ice Cube, Kam, Debra Killings, Keith Murray, Redman, Shadz of Lingo, Jeffrey Stewart

## Notações
1. 1 2  Wynn, Ron. «allmusic ((( No Pressure > Review )))». Allmusic. Consultado em 22 de novembro de 2010
2. ↑  Bernard, James (15 de outubro de 1993). «No Pressure – Music – EW.com». Entertainment Weekly. Consultado em 22 de novembro de 2010
3. ↑  Jost, Matt (18 de maio de 2010). «Erick Sermon :: No Pressure :: Def Jam/Rush Associated Labels». RapReviews.com. Consultado em 22 de novembro de 2010
4. 1 2  «allmusic ((( No Pressure > Charts & Awards > Billboard Albums )))». Allmusic. Consultado em 22 de novembro de 2010
5. ↑  «allmusic ((( No Pressure > Charts & Awards > Billboard Singles )))». Allmusic. Consultado em 22 de novembro de 2010
6. ↑  «allmusic ((( No Pressure > Credits )))». Allmusic. Consultado em 22 de novembro de 2010